# Fiume (croiseur)
Le Fiume était un croiseur lourd de classe Zara mis en service dans la Regia Marina dans les années 1930. Deuxième navire de la classe, il est mis sur cale aux Stabilimento Tecnico Triestino de Trieste le 29 avril 1929, il est lancé le 27 avril 1930 et admis au service actif le 23 novembre 1931.
Le Fiume a participé à de nombreuses missions d'attaques de convois britanniques en Méditerranée pendant la Seconde Guerre mondiale. En juillet 1940, il participe à la bataille de Punta Stilo, à la bataille du cap Teulada en novembre et à la bataille du cap Matapan en mars 1941. Lors de cette bataille, il est coulé avec ses sister-ships Zara et Pola dans la nuit du 29 mars 1941 par trois cuirassés britanniques.

## Conception

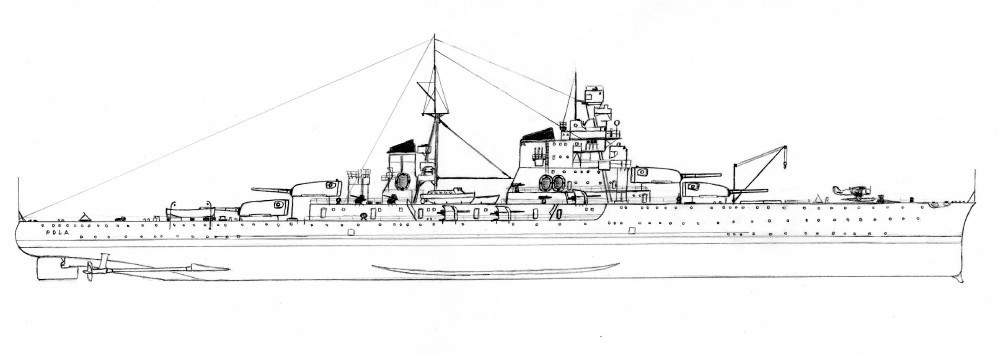
Plan du Pola; similaire au Fiume.

Le Fiume avait une longueur hors-tout de 182,8 mètres (600 pieds), un faisceau de 20,62 mètres et un tirant d'eau de 7,2 mètres. Il déplaçait 13 944 tonnes en charge nominale et 14 168 tonnes à pleine charge, bien que le traité naval de Washington stipulait un navire de maximum 10 000 tonnes. Il était propulsé par des turbines à vapeur Parsons alimentées par huit chaudières à tubes d'eau Yarrow. Sa puissance était de 95 000 chevaux-vapeur (71 000 kW) produisant une vitesse de pointe de 32 nœuds (59 km/h). Son équipage comprenait 841 officiers et hommes d'équipage.
Il était protégé par une ceinture blindée de 100 à 150 mm, un pont blindé de 70 mm d'épaisseur dans la partie centrale, réduit à 20 mm à chaque extrémité. Les tourelles avaient un blindage de 120 à 140 mm et les barbettes de 140 à 150 mm. 
Son armement comprenait 8 canons de 203 mm Ansaldo en quatre tourelles doubles modèle 1927. Ce canon de 53 calibres version améliorée du modèle 1924 des Trento pouvait tirer des obus explosifs de 110 kg à une distance maximale de 31 550 mètres (+ 45 °) et des obus perforants de 125 kg à 31 566 mètres (+ 45 °) à raison de 2 à 4 coups par minute. La tourelle double M1927 pesait 181 tonnes en ordre de combat et pouvait pointer en site de - 5 ° à + 45 ° à raison de 5 ° par seconde et en azimut sur 150 ° à raison de 6 ° par seconde. La dotation en munitions est inconnue.
Il était équipé de 16 canons Škoda 10 cm K10 modèle 1927 en 8 affûts doubles. Ce canon de 47 calibres tirait des obus explosifs de 26 kg à une distance maximale de 15 240 mètres (+ 45 °) en tir anti-surface et de 10 000 mètres en tir antiaérien (+ 85 °), à raison de 8 à 10 coups par minute. L'affût double italien pouvait pointer en site de - 5 ° à + 85 ° et sur 360 ° en azimut. La dotation en munitions est inconnue.
Il avait également 4 canons de 40 mm Vickers Terni modèle 1915 en quatre affûts simples. Ce canon de 39 calibres tirait des obus de 1,34 kg à une distance maximale de 3 475 mètres en tir de surface (+ 45 °) et de 1 100 mètres en tir antiaérien et ce à raison de 50 à 75 coups par minute. L'affût simple pointait en site de - 5 ° à + 80 ° et en azimut sur 360 °. La dotation en munitions est inconnue mais chaque affût sur les Navigatori embarquait 1 500 obus.  
L'armement de la classe Zara évolua avant même le début du conflit. En 1937, un affût double de 100 mm fut débarqué tout comme les canons de 40 mm qui furent remplacés par 8 canons de 37 mm Breda modèle 1932. Ces 8 canons étaient montés en quatre affûts doubles. Ce canon de 54 calibres tirait des obus explosifs de 1,63 kg à une distance maximale efficace de 4 000 mètres (+ 45 °) en tir de surface et de 5 000 mètres en tir antiaérien (+ 80 °) à raison de 60, 90 ou 120 coups par minute.
L'affût double modèle 1932 pesait 5 tonnes en ordre de combat, pouvait pointer en site de - 10 ° à + 80 ° et en azimut sur 120 °. La dotation en munitions était d'environ 1 500 obus par canon.
Le nombre de canons de ce type fut porté en 1940 à 16, puis renforcé par 8 mitrailleuses de 13,2 mm en quatre affûts doubles. Ces mitrailleuses disposaient d'un canon de 75.7 calibre, tirant des cartouches de 125 ° à une distance maximale effective de 2 000 mètres, à raison de 500 coups par minute. L'affût double pouvait pointer en site de - 11 ° à + 85 ° et en azimut sur 360 °. Chaque mitrailleuse disposait de 1 500 cartouches.
Une catapulte était encastrée dans la plage avant, transportant deux hydravions. Parmi les modèles embarqués, on trouve le Piaggio P.6 (en), le Macchi M.41 (en), le CANT 25ARS, le CMASA M.F.6 et enfin le IMAM Ro.43 à partir de 1938.

## Historique

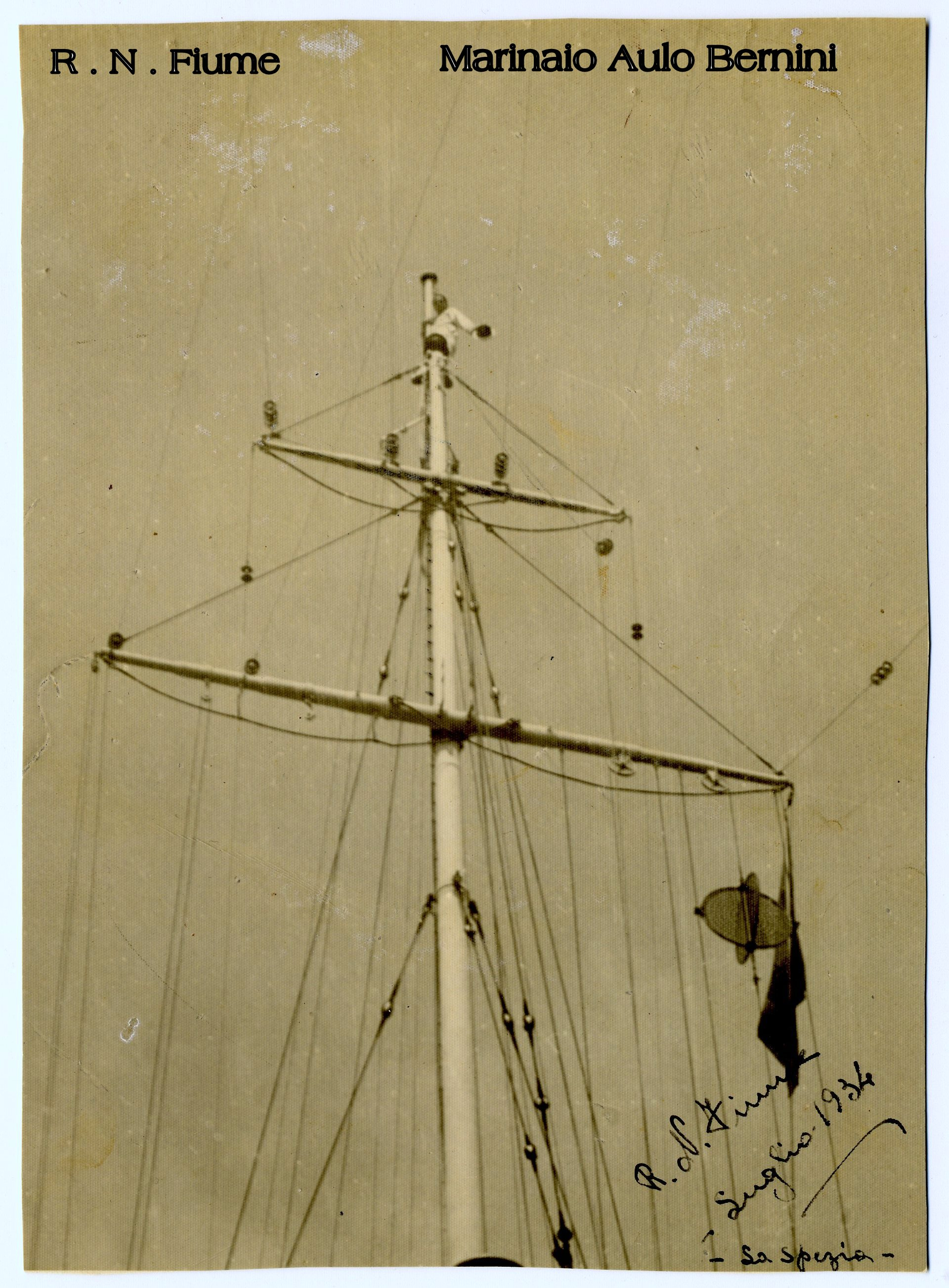
Le mat du Fiume en juillet 1934.

Ce nouveau croiseur lourd fut un temps avec ses sister-ship les plus puissants navires de la Regia Marina, puisque les cuirassés de classe Conte di Cavour étaient en pleine refonte au début des années trente.
Avec le Gorizia et le Pola, le Fiume participe à la guerre d'Espagne en assurant l'escorte des navires transportant le corps expéditionnaire italien dans la péninsule ibérique ainsi que des missions de transport dans les années 1936 et 1937. En avril 1939, il participe aux opérations contre l'Albanie avec le Zara.

### Seconde Guerre mondiale

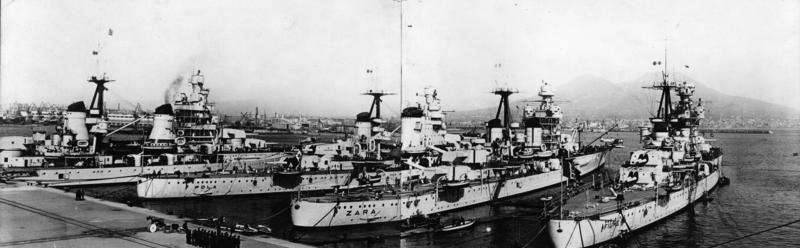
Le Fiume (à droite) avec le Zara et le Pola à Naples en avril 1938.

Lorsque l'Italie rejoint officiellement le camp de l'Axe pendant la Seconde Guerre mondiale en déclarant la guerre à la France et la Grande-Bretagne le 10 juin 1940, le Fiume est affecté dans la 1re division avec le Zara et quatre destroyers de la 9e flottille de destroyer. L'unité est affectée au 1er escadron, sous le commandement de l'ammiraglio d'armata Inigo Campioni. Deux jours plus tard, le Fiume, en compagnie de la 1re division et de la 9e division, partent en missions en réponse aux attaques britanniques sur les positions italiennes en Libye. Lors de leur transit, le Fiume et son sister-ship le Gorizia sont attaqués sans succès par le sous-marin britannique HMS Odin. Le 6 juillet, un convoi quitte Naples pour l'Afrique du Nord. Au même moment, la reconnaissance italienne rapporte l'arrivée d'un escadron de croiseur britannique à Malte. Le haut commandement de la marine italienne ordonne donc à la 1re division et à plusieurs autres croiseurs et destroyers de se joindre à l'escorte du convoi. Les cuirassés Conte di Cavour et Giulio Cesare fournissent un soutien à distance. Deux jours plus tard, les flottes italienne et britannique s'affrontent au large de la Calabre lors de la bataille de Punta Stilo, dont l'issue restera indécise. Il passera le reste de l'été à couvrir les convois tentant de ravitailler les troupes italiennes en Afrique du Nord.
Après la bataille de Punta Stilo, le Fiume participe à la bataille du cap Teulada le 27 novembre 1940. C'est une conséquence directe de l'opération Judgment, raid du 11 novembre sur Tarente qui bouleversa l'équilibre des forces en Méditerranée et fut une révélation pour les Italiens qui comprirent qu'avec la révolution aéronavale, le concept de « flotte de dissuasion » n'était plus aussi séduisant que par le passé et qu'à risquer ses navires, il valait mieux qu'ils soient menacés au combat. 
Le 17 novembre dans la nuit, une force navale italienne composée des cuirassés Vittorio Veneto et Giulio Cesare, des croiseurs lourds Bolzano, Fiume, Gorizia, Pola, Trento et Trieste et de 14 destroyers partent en mer pour intercepter une force britannique chargée de livrer des avions (opération White) composée notamment des porte-avions Ark Royal et Argus et des croiseurs. La force britannique prévenue fit demi-tour après avoir lancé trop tôt ses avions et seul un Skua et quatre Hurricane purent se poser à Malte. Cela poussa les Britanniques à renforcer la préparation de leur futur opération, l'opération Collar, en formant la force D (composée du cuirassé Ramillies et des croiseurs Berwick et Newcastle) et de la force B (composée du croiseur Coventry et de cinq destroyers) qui devait à l'entrée du détroit de Sicile récupérer un convoi venant de Gibraltar. Alertés des mouvements italiens, les Britanniques manœuvrèrent pour faire face aux italiens à 11 h 45 le 27 novembre. L'Amiral Somerville déploya ses forces en deux groupes avec sous le commandement du contre-amiral Holland le croiseur lourd Berwick, les croiseurs légers Manchester, Newcastle, Sheffield et Southampton tandis qu'il commandait lui-même le cuirassé Ramillies, le croiseur de bataille Renown, 11 destroyers, le porte-avions Ark Royal qui s'apprêta à lancer des Fairey Swordfish. Les Italiens eux étaient organisés en trois groupes. Le premier et le second se composaient de six croiseurs lourds et sept destroyers tandis que le troisième se composait de deux cuirassés et de sept destroyers. À 12 h 7, la bataille devint imminente et les trois forces italiennes fusionnèrent en une seule afin d'engager les forces britanniques. À 12 h 22, le Fiume ouvrit le feu à 23 500 mètres tout en se rapprochant à grande vitesse des britanniques mais sans pour autant réussir à toucher un navire. Le Ramilies ouvrit le feu à 12 h 26 mais il était trop lent pour maintenir la formation. À 12 h 30, l'amiral Iachino commandant les forces italiennes reçut l'ordre de se désengager à 30 nœuds en émettant un écran de fumée. Au même moment, le destroyer Lanciere fut touché par le Manchester et gravement endommagé, les Italiens réussiront néanmoins à le remorquer au port. Le croiseur lourd Berwick fut également touché à 12 h 22 par un obus de 8 pouces qui mit hors service la tourelle Y et tua sept marins. Un autre obus le toucha à 12 h 35 mais les dégâts furent des plus limités. 
Le Renown réduisit ensuite la distance pour frapper les croiseurs italiens mais cet avantage fut annulé quand le Vittorio Veneto ouvrit le feu à 29 000 yards à 13 h 0, tirant 19 obus de 381 mm en sept salves qui furent suffisantes pour forcer les croiseurs britanniques à se placer hors de portée. La bataille était désormais terminée après 54 minutes sans grand dommage de part et d'autre.
En décembre 1940, le Fiume et ses sisters-ship furent attaqués par l'aviation britannique au large de Naples, le Pola étant le seul endommagé par une bombe qui toucha la chaudière no 3 et l'immobilisa pour de longs mois de réparation. 

#### Bataille de Matapan

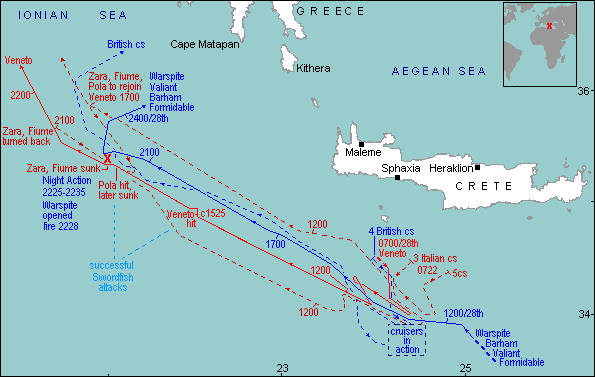
Carte des mouvements des Flottes italiennes et britanniques lors de la bataille du cap Matapan.

La flotte italienne, maintenant commandée par l'amiral Angelo Iachino, prépare une offensive navale contre les convois britanniques reliant l'Égypte à la Grèce à la fin de mars 1941. La flotte est soutenue par la Regia Aeronautica et la X. Fliegerkorps. Cette opération donne lieu à la bataille du Cap Matapan. Au début de la bataille, le Fiume et le reste de la 1re Division sont postés au nord-est du reste de la flotte italienne, rencontrant les Britanniques au sud-ouest. À 15 h 9, les Italiens furent attaqués par des Albacore sous le commandement du Lieutenant commander Dalyell-Stead, touchant une fois le Vittorio-Veneto à l'arrière, le navire italien embarquant 4 000 tonnes d'eau. Le cuirassé stoppa pour réparer mais put repartir à 16 h 42 à la vitesse de 19 nœuds. Cunningham, mis au courant de l'état du navire amiral italien, entama la poursuite et lança une troisième attaque avec six Albacore et trois Swordfish du Formidable et deux Swordfish venant de Crète entre 19 h 36 et 19 h 50. 
Une torpille toucha le croiseur lourd Pola, l'obligeant à stopper. Ignorant que les Britanniques fonçaient dans leur direction, les croiseurs lourd Zara et Fiume ainsi que des destroyers stoppèrent pour porter assistance au navire endommagé. Une heure plus tard, alors que le Pola allait être pris en remorque, les navires italiens furent informés de la présence à proximité des britanniques.
Peu après 22 h 0, les Britanniques repérèrent les Italiens au radar et furent capables de se rapprocher sans être repérés par les Italiens qui étaient totalement incapables de faire face à l'ennemi. Les cuirassés Barham, Valiant et Warspite se rapprochèrent ainsi à 3 500 mètres et ouvrirent le feu sous les éclats des projecteurs. Ce fut un véritable massacre : des artilleurs britanniques racontèrent que des tourelles de croiseurs italiens sautèrent à plusieurs mètres dans les airs. Après seulement trois minutes, le Fiume, le Zara, le Vittorio Alfieri et le Giosué Carducci sont mis hors de combat, deux autres (Gioberti et Oriani) parviennent à s’échapper, laissant l'épave du Pola brûler, épave qui fut achevée par les destroyers Jervis et Nubian.
Le Fiume reste à flot environ 45 minutes avant de chavirer et de couler à 23 h 15, emportant avec lui 812 hommes d'équipage, dont son commandant, le capitaine Giorgio Giorgis. Les survivants sont secourus par des destroyers britanniques le lendemain matin.